# Anigrus sordidus
Anigrus sordidus är en insektsart som beskrevs av Stsl 1866. Anigrus sordidus ingår i släktet Anigrus och familjen Meenoplidae. Inga underarter finns listade i Catalogue of Life.